# Никос Зисис
Николаос „Никос“ Зисис (грч. Νικόλαος "Νίκος" Ζήσης; Солун, 16. август 1983) је бивши грчки кошаркаш. Играо је на позицији плејмејкера.

## Биографија
Професионалну каријеру започео је у сезони 2000/01. у атинском АЕК-у у коме се задржао све до 2005. године. Изабран је за најбољег младог играча грчког првенства 2001. Са АЕК-ом је освојио једну титулу победника купа (2001) и првака државе (2002).
Године 2005. преселио се у италијански Бенетон и тамо је провео две сезоне. Списку освојених трофеја у првој сезони боравка тамо придодао је по једно италијанско првенство и суперкуп, а у другој и куп.
Након тога уследиле су и две сезоне у московском ЦСКА. Са њима се по први пут попео на кров Европе освајањем Евролиге 2007/08, а дошло се до оба трофеја у руском првенству, као и до победе у премијерном издању ВТБ јунајтед лиге (2008/09.).
Године 2009. се вратио у Италију, али је овога пута обукао дрес Монтепаскија из Сијене и тамо остао пуне три сезоне. У овом периоду Монтепаски је био доминантнан клуб у италијанској кошарци, тако да је Зисис са њима покупио све националне трофеје.
Сезону 2012/13. провео је у шпанском Билбау. У јулу 2013. потписао је за руски УНИКС са којим је освојио Куп Русије за 2014. годину. Крајем децембра 2014. потписао је уговор са Фенербахче Улкером и са њима је провео остатак сезоне. У јулу 2015. је постао члан немачког Брозе Бамберга где је провео наредне четири сезоне. Сезону 2019/20. је провео у Хувентуду. Последњи ангажман је имао у матичном АЕК-у након чега је у јуну 2021. објавио да завршава играчку каријеру.
Зисис има изузетно успешну каријеру са репрезентацијом Грчке. У млађим категоријама је дошао до три медаље на Европским првенствима - сребра са кадетима 1999, бронзе са јуниорима 2000. и злата са селекцијом до 20 година 2002, а поред тога освојио је сребрну медаљу на Медитеранским играма 2001. године. Са сениорима је постигао највећи могући успех у континенталној конкуренцији освајањем Европског првенства 2005. у Србији, а те године ФИБА га је прогласила и најбољим младим играчем Европе. И на Евробаскету 2009. је узео медаљу - овога пута бронзану. На Светском првенству 2006. био је део тима који је стигао до сребра, што је и највећи успех грчког националног тима у историји овог такмичења.

## Успеси

### Клупски
- АЕК Атина:
  - Првенство Грчке (1): 2001/02.
  - Куп Грчке (2): 2001, 2020.

- Бенетон Тревизо:
  - Првенство Италије (1): 2005/06.
  - Куп Италије (1): 2007.
  - Суперкуп Италије (1): 2006.

- ЦСКА Москва:
  - Евролига (1): 2007/08.
  - ВТБ јунајтед лига (1): 2008/09.
  - Првенство Русије (2): 2007/08, 2008/09.

- Монтепаски Сијена:
  - Првенство Италије (1): 2009/10, 2010/11, 2011/12.
  - Куп Италије (3): 2010, 2011, 2012.
  - Суперкуп Италије (3): 2009, 2010, 2011.

- УНИКС Казањ:
  - Куп Русије (1): 2014.

- Брозе Бамберг:
  - Првенство Немачке (2): 2015/16, 2016/17.
  - Куп Немачке (2): 2017, 2019.

### Репрезентативни
- Европско првенство:
  -  2005.
  -  2009.
- Светско првенство:
  -  2006.
- Европско првенство до 16 година:
  -  1999.
- Европско првенство до 18 година:
  -  2000.
- Европско првенство до 20 година:
  -  2002.
- Медитеранске игре:
  -  2001.